# Modeste Duku
Modeste Duku Mbenga (Kinshasa, 18 mei 2001) is een Frans-Congolees voetballer die als aanvaller voor FC Versailles speelt.

## Carrière
Modeste Duku speelde in Frankrijk in de jeugd van Cergy Pontoise FC en Olympique Lyonnais, waar hij van 2019 tot 2021 in het tweede elftal speelde. Nadat zijn contract in 2021 afliep, tekende hij na een proefperiode voor twee seizoenen bij Excelsior Rotterdam. Hij debuteerde in het betaald voetbal op 6 augustus 2021, in de met 0-1 verloren thuiswedstrijd tegen TOP Oss. In de met 4-1 verloren uitwedstrijd tegen NAC Breda op 1 oktober 2021 scoorde hij zijn eerste doelpunt. Hij speelde 18 duels voor de club en in augustus 2022 werd besloten om afscheid van elkaar te nemen. Hierna speelde hij op het derde niveau van Frankrijk voor FC Borgo en FC Versailles 78.

### Statistieken
| Seizoen                       | Club                 | Land           | Competitie             | Competitie | Competitie | Beker | Beker | Totaal | Totaal |
| Seizoen                       | Club                 | Land           | Competitie             | Wed.       | Dlp.       | Wed.  | Dlp.  | Wed.   | Dlp.   |
| ----------------------------- | -------------------- | -------------- | ---------------------- | ---------- | ---------- | ----- | ----- | ------ | ------ |
| 2018/19                       | Olympique Lyonnais B | Frankrijk      | Championnat National 2 | 1          | 0          | –     | –     | 1      | 0      |
| 2019/20                       | Olympique Lyonnais B | Frankrijk      | Championnat National 2 | 11         | 1          | –     | –     | 11     | 1      |
| 2020/21                       | Olympique Lyonnais B | Frankrijk      | Championnat National 2 | 6          | 0          | –     | –     | 6      | 0      |
| 2021/22                       | Excelsior Rotterdam  | Nederland      | Eerste divisie         | 18         | 1          | 2     | 0     | 20     | 1      |
| 2022/23                       | FC Borgo             | Frankrijk      | Championnat National   | 32         | 3          | 1     | 0     | 33     | 3      |
| 2023/24                       | FC Versailles 78     | Frankrijk      | Championnat National   | 12         | 1          | 0     | 0     | 12     | 1      |
| Carrièretotaal                | Carrièretotaal       | Carrièretotaal | Carrièretotaal         | 80         | 6          | 3     | 0     | 83     | 6      |
| Bijgewerkt op 26 januari 2024 |                      |                |                        |            |            |       |       |        |        |